# Виборчий округ 174
Виборчий округ 174 — виборчий округ в Харківській області. В сучасному вигляді був утворений 28 квітня 2012 постановою ЦВК №82 (до цього моменту існувала інша система виборчих округів). Окружна виборча комісія цього округу розташовується в Центрі дитячої і юнацької творчості № 5 за адресою м. Харків, вул. Благовіщенська, 15.
До складу округу входять Новобаварський і Холодногірський райони міста Харків. Виборчий округ 174 межує з округом 175 на заході, на північному заході і на півночі, з округом 168 на північному сході, з округом 173 на сході, з округом 173 на південному сході та з округом 181 на півдні. Виборчий округ №174 складається з виборчих дільниць під номерами 631177-631230, 631376-631414 та 631700.

## Народні депутати від округу
| Ім'я                         | Фото | Партія          | Скликання | Дата набуття повноважень | Дата припинення повноважень |
| ---------------------------- | ---- | --------------- | --------- | ------------------------ | --------------------------- |
| Фельдман Олександр Борисович |      | Партія регіонів | 7-ме      | 12 грудня 2012           | 27 листопада 2014           |
| Фельдман Олександр Борисович |      | самовисуванець  | 8-ме      | 27 листопада 2014        | 29 серпня 2019              |
| Фельдман Олександр Борисович |      | самовисуванець  | 9-те      | 29 серпня 2019           |                             |

## Результати виборів

### Парламентські

#### 2019
Кандидати-мажоритарники:
- Фельдман Олександр Борисович (самовисування)
- Алєксєйчук Вікторія Іванівна (Слуга народу)
- Ткаченко Олександр Юрійович (самовисування)
- Трубчанов Віктор Миколайович (Європейська Солідарність)
- Бойко Олександр Олександрович (Україна славетна)
- Акімова Анастасія Андріївна (самовисування)
- Константінов Олександр Петрович (Свобода)
- Любчич Анна Миколаївна (Самопоміч)
- Ріц Віталій Олександрович (Громадянська позиція)
- Давиденко Олексій Юрійович (самовисування)
- Андрющенко Володимир Володимирович (самовисування)
- Тесаловський Олексій Борисович (самовисування)
- Говоруха Віталій Миколайович (самовисування)
- Мещерякова Наталія Олександрівна (самовисування)
- Фатєєва Анна Юріївна (самовисування)
- Федусяк Віталій Васильович (самовисування)
- Присташ Вікторія Василівна (самовисування)
- Олефір Олена Іванівна (самовисування)
- Гумен Анна Юріївна (самовисування)
- Ятчук Олександр Сергійович (самовисування)
- Каленюк Сергій Іванович (самовисування)
- Царик Анатолій Олександрович (самовисування)
- Камленок Геннадій Станіславович (самовисування)

#### 2014
Кандидати-мажоритарники:
- Фельдман Олександр Борисович (самовисування)
- Куліченко Анатолій Миколайович (Народний фронт)
- Луценко Ігор Іванович (Комуністична партія України)
- Худзік Микола Валентинович (самовисування)
- Шляхта Юрій Олександрович (Батьківщина)
- Волков Олексій Вікторович (Сильна Україна)
- Рожков Володимир Володимирович (самовисування)
- Муштаєв Олександр Миколайович (самовисування)
- Кропальов Сергій Олегович (Блок лівих сил України)

#### 2012
Кандидати-мажоритарники:
- Фельдман Олександр Борисович (Партія регіонів)
- Петрик Сергій Володимирович (УДАР)
- Луценко Ігор Іванович (Комуністична партія України)
- Дебелий Олег Віталійович (Свобода)
- Тищенко Павло Васильович (самовисування)
- Шевченко Жанна Олександрівна (Конгрес українських націоналістів)
- Мірошніков Віталій Юрійович (Україна майбутнього)
- Чорний Дмитро Валентинович (самовисування)
- Фукс Андрій Едуардович (самовисування)

## Явка
Явка виборців на окрузі: